# بصراما
بصراما قرية في منطقة القرداحة في محافظة اللاذقية. بلغ عدد سكانها 522 نسمة وفق إحصاء عام 2004.